# Історія танго (фільм)
«Історія танго» (ісп. La historia del tango) — аргентинський фільм 1949 року.